# Steel Panthers
Steel Panthers – seria komputerowych strategicznych gier turowych rozgrywających się w realiach II wojny światowej oraz czasach współczesnych. Oryginalna trzyczęściowa seria Steel Panthers została stworzona i wydana przez firmę Strategic Simulations, Inc. od 1995 do 1997 roku według projektu programistów Gary Grigsby'ego i Keitha Brorsa. Później na jej podstawie powstały darmowe przeróbki autorstwa firm Matrix Games i The Camo Workshop.

## Rozgrywka
Wszystkie gry z serii są do siebie bardzo podobne w sposobie rozgrywki. Dostępne są cztery tryby rozgrywki: gracz kontra AI, AI kontra AI oraz gracz kontra gracz (na jednym komputerze bądź w trybie PBeM). Grający po wybraniu kierowanej strony (już pierwsza część pozwalała na wybór spośród 18 armii państwowych, w tym 2 amerykańskich; kolejne oferowały ich coraz więcej) może wybierać spośród 4 rodzajów historycznych dla danej nacji jednostek: piechoty, artylerii, pojazdów opancerzonych i różności.
Piechota to głównie oddziały zwykłych strzelców, saperów (wykrywają miny oraz potrafią je usunąć wraz z zaporami przeciwczołgowymi), karabinów maszynowych oraz snajpera (są też jednostki specjalne dla niektórych nacji). Artyleria składa się z moździerzy, lekkich dział przeciwpiechotnych bądź przeciwpancernych, ciężkich dział, baterii przeciwlotniczych oraz haubic i bombowców (służących do bombardowania wskazanych celów). Pojazdy opancerzone to w głównej mierze wozy pancerne, czołgi i działa samobieżne. Do różności należą m.in. ciężarówki (mogą przenosić piechotę, a także naprawiać jednostki pancerne bądź dostarczać amunicję), pojazdy z oficerami kontrolujące zachowanie żołnierzy, morski sprzęt desantowy (do misji szturmowych) oraz bunkry i miny (do misji obronnych).
Każda jednostka ma określoną liczbę punktów ruchu do poruszania się po heksogenalnej planszy, właściwości dotyczące używanego sprzętu oraz liczbę strzałów możliwych do wykonania. Punkty strzałów można rozdzielić pomiędzy fazę ruchu gracza i fazę ruchu jego przeciwnika. Broniący się oddział lub pojazd, jeżeli zostanie zaatakowany, ma prawo się bronić pozostałymi punktami strzału. System strzelania do wroga bazuje na skomplikowanym systemie obliczania skutków trafienia. O tym może decydować kierunek strzelającego w stosunku do ostrzeliwanego, odległość od siebie, wysokość aktualnie okupowanego terenu oraz jego typ (często te warunki uniemożliwiają nawet dojrzenie wroga). Jeżeli strzał z podstawowej broni jest celny i pojawia się możliwość strzelania z następnej (o tym decyduje odległość między przeciwnikami), komputer darmowo, automatycznie ostrzeliwuje przeciwnika. Ostrzelany wraży oddział, jeżeli zostaje uszkodzony, nie może kontratakować. Często to prowadzi do ucieczki jednostki w panice (nie można jej kontrolować), a w sporadycznych warunkach nawet do opuszczenia pola bitwy lub poddania się. Poza walką bezpośrednią gracz może też planować bombardowanie wybranych heksów bądź utworzenie zasłony dymnej na nich (oczywiście zasłonę może wystrzelić także zwykła jednostka, jednak zasięg dymu jest mniejszy).
Celem każdej ze stron jest najczęściej zdobycie i utrzymanie zaznaczonych na mapie punktów strategicznych do czasu zakończenia czasu bitwy (może się ona zakończyć przedwcześnie, jeżeli wróg ucieknie z pola bitwy). Wyeliminowanie wszystkich przeciwników nie jest konieczne do wygranej.

## Historia serii
Mechanika serii bazuje na systemie trzech wcześniejszych serii gier Grigsby'ego z lat 80. dla komputerów Commodore 64 i Apple II: Panzer Strike, Typhoon of Steel oraz Overrun!. Oryginalna seria składa się z następujących tytułów:
- Steel Panthers (1995),
- Steel Panthers II: Modern Battles (1996),
- Steel Panthers III: Brigade Command 1939-1999 (1997).

Prawa do gry oraz kod oprogramowania zostały zdobyte przez Matrix Games, które wyprodukowało w 2001 roku darmową, rozbudowaną przeróbkę bazującą na Steel Panthers III (skróconą do lat 1930-1949):
- Steel Panthers: World at War!.

Istnieją także cały czas się rozwijające dwie wersje Steel Panthers stworzone przez The Camo Workshop, bazujące na Steel Panthers II:
- Steel Panthers: World War 2,
- Steel Panthers: Main Battle Tank (rozgrywa się w czasach współczesnych, dając dostęp do 90 nacji oraz tworzenia realnych i prawdopodobnych konfliktów).

Dystrybucją tej ostatniej zajęła się w 2005 roku firma Shrapnel Games, umożliwiając użytkownikowi wybór darmowej wersji ściąganej z Internetu bądź komercyjnej, zamawianej na CD ze specjalnymi dodatkami.